# Cleta Mitchell
Cleta B. Deatherage Mitchell ou Cleta Mitchell, ou Cleta Deatherage (nom de jeune fille) ou Cleta Draper (durant ses neuf ans de mariage avec Duane Draper) est une avocate, femme politique et activiste du parti conservateur américain (comme avocate de Donald Trump en 2011 et 2020 notamment). Elle est née le 16 septembre 1950. Élue en 1976, Cleta Mitchell a siégé à la Chambre des représentants de l'Oklahoma (en) jusqu'en 1984, comme représentante du district 44 en tant que membre du Parti démocrate (États-Unis).
En 1996, elle a changé de groupe politique et s'est inscrite comme républicaine.
Depuis, elle a travaillé comme avocate républicaine et militante conservatrice, défenseur du droit à posséder des armes à feu.
Peu après que le candidat démocrate Joe Biden ait remporté l'élection présidentielle américaine de 2020, avec deux autres avocats (Rudy Giuliani et Kurt Hilbert), Cleta Mitchell a directement aidé Donald Trump dans ses efforts pour inverser les résultats des élections, dont en faisant pression sur les responsables électoraux de plusieurs états-clé pour qu'ils lui « trouvent » assez de voix pour qu'après un recompte des voix il puisse emporter les élections en invalidant la victoire de Joe Biden.

Après avoir participé à un appel téléphonique dans lequel Trump a semblé faire pression sur le secrétaire d'État de Géorgie Brad Raffensperger pour modifier les résultats des élections, Mitchell a démissionné en tant que partenaire chez Foley & Lardner,.

## Enfance, éducation
Cleta Mitchell est née sous le nom de Cleta B. Deatherage le 16 septembre 1950 à [Oklahoma City], en Oklahoma.
Elle a été scolarisée au Classen School of Advanced Studies.
En 1971, elle était l'un des cinq organisateurs originaux du Caucus politique des femmes de l'Oklahoma. Elle a reçu son B.A. (avec mention très bien) en 1973 et un J.D. en 1975, tous deux à l'Université de l'Oklahoma,.

## Famille
Elle épouse Duane Draper (procureur en Oklahomal), mais divorce après neuf ans de mariage (après qu'elle a quitté la Chambre des représentants de l'Oklahoma), invoquant une incompatibilité dans le couple, peut-être parce que Duane Draper était homosexuel. En 1987, époque à laquelle le sida faisait des ravages, Duane Draper a quitté une bourse d’enseignement à la John F. Kennedy School of Government de Harvard pour prendre la direction des programmes de lutte contre le sida au Département de la santé publique du Massachusetts. Il est mort en février 1991, à l'âge de 43 ans du SIDA,.

Selon Pam Spaulding (2011), ce conflit de couple pourrait expliquer son basculement de la gauche vers la droites et l'extrême droite (Elle deviendra l'un des avocats défendant le Tea Party) (elle a notamment représenté et aidé deux candidats républicains du Tea Party : Sharron Angle du Nevada, et Joe Miller de l'Alaska). Le coming-out de son ex-mari pourrait aussi expliquer les attitudes et actions très homophobes de Cleta Mitchell qui ont été constantes dans les décennies qui ont suivi (défense du mariage traditionnel contre l'union des homosexuels, travail en tant que lobbyiste au service de l' National Organization for Marriage (NOM), attaques contre le GoProud, organisation d'une grève au conseil d'administration du Conservative Political Action Conference (l'événement phare annuel de la droite américaine) car il avait autorisé des membres du GoProud à y assister...) ; elle a été en 2013 présentée par le journal The Atlantic comme l'« éminence grise du mouvement anti-gay aux États-Unis ».
Son second mari, avec lequel elle a eu une fille (Margaret), est Dale Mitchell. Ce dernier a présidé la Citizens National Bank & Trust Co.. Il a été jugé coupable de fraude bancaire en 1992. Son épouse a ensuite affirmé que cette condamnation était due à « une réglementation gouvernementale excessive ». Le couple a aussi en 1986 fait l'objet d'un procès pour forclusion sur deux crédits hypothécaires (1,2 million de dollars), au tribunal de district du Comté d'Oklahoma.

## Opinions de jeunesse
Étudiante, elle était partisanne du mouvement des droits des femmes et a fait campagne pour l'adoption de l'Equal Rights Amendment (qui n'est toujours pas adopté en 2020) et pour la reconnaissance légale - alors refusée en Oklahoma - de la contribution d'une femme au foyer à la valeur de la succession d'un couple marié. Elle considérait alors la sénatrice américaine Margaret Chase Smith du Maine comme son modèle.

## Carrière politique et d'avocate

### Chambre des représentants de l'Oklahoma
De 1976 à 1984, Cleta Mitchell a été membre de la Chambre des représentants de l'Oklahoma en tant que membre du Parti démocrate.
Durant son second mandat, elle a présidé le Comité des crédits et du budget de la Chambre,,. Elle a siégé au comité exécutif de la Conférence nationale des législatures d'État,. Elle a joué un rôle majeur dans l'adoption d'un amendement sur l'égalité des droits en Oklahoma, avec le soutien d'Eleanor Smeal qui s'est déplacée en personne à la State House pour soutenir cet amendement qui a failli avoir un équivalent au niveau fédéral, finalement bloqué par la conservatrice Phyllis Schlafly.
En 1981, elle est personnalité invitée (fellow) chargée d'enseignement à l'Institut de politique (Harvard Institute of Politics) de la Harvard Kennedy School (l'école d'administration publique de l'université Harvard),.

## Premières années d'avocate
Elle exercice en droit privé à Oklahoma City, spécialisée dans les affaires de litiges et en droit administratif (jusqu'en 1991). Au début des années 1990 a est co-conseillère des requérants (dont l'ancien procureur général américain Griffin Bell) dans l'affaire de l'affaire U.S. Term Limits, Inc. versus Thornton portée devant la Cour suprême des États-Unis (affaire dans laquelle la Cour suprême a statué (en 1995) que, selon la Constitution fédérale, les États américains ne peuvent pas imposer des qualifications aux membres potentiels du Congrès américain plus strictes que celles spécifiées dans la Constitution. Cette décision a invalidé les dispositions de limite de mandat du Congrès dans 23 États. Les parties en présence étaient notamment l'US Term Limits (ou USTL, un groupe de défense sans but lucratif et non partisan, créé en 1992, dédié à l'adoption de limites aux mandats d'élus des États-Unis, quel que soit leur niveau de gouvernement) et le politicien de l'Arkansas Ray Thornton, entre autres).

## Changement de groupe politique et de centres d'intérêt
Après avoir été démocrate libérale durant 10 ans, dans un État « rouge », et après avoir plusieurs fois postulé sans succès au poste de lieutenant-gouverneur de l'Oklahoma en 1986, elle dit vouloir quitter la politique, au motif que selon elle, les politiciens sont essentiellement déconnectés des gens qu'ils représentent. Elle s'attache alors à limiter le pouvoir du pouvoir politique et judiciaire, en limitant nombre de mandats que les titulaires pouvaient occuper. Pour ce faire, en 1991, elle emménage à Washington, D.C et y devient militante pour une limitation légale des mandats qu'un titulaire de certaines charges exécutives, législatives et judiciaires peut remplir. Cette année-là, elle est nommée directrice exécutive du Term Limits Legal Institute.
En 1996, elle réentre en politique, mais changeant d'affiliation politique : de démocrate elle se déclare indépendante, puis s'inscrit au parti républicain,,.
À partir du début des années 2000, elle devient épisodiquement commentatrice à la télévision nationale, et rédige des chroniques pour de nombreux journaux. Elle a organisé plus d'une douzaines de séminaires sur l'éthique. Elle est nommée conseillère pour le « projet de droit électoral » de l'American Law Institute intitulé « Principes de la loi électorale : règlement des différends (Principles of Election Law: Dispute Resolution) ».
Elle a été appelée a témoigner de nombreuses fois devant le Congrès des États-Unis, à propos de la loi électorale, du financement des campagnes électorales et des lois sur le lobbying et l'éthique.

## Responsabilités, réseautage
Elle a fait partie d'organisations et réseaux où elle croisait d'autres lobbyistes, juristes et personnalités du monde politique (membres du Sénat et du Congrès, gouverneurs...), financier et économique dont (d'après le NNDB) :
- l'ARMPAC 5ou Americans for a Republican Majority)[20]. Ce groupe était un comité de lobbying et d'action politique formé par l'ancien chef de la majorité républicaine à la Chambre des représentants, Tom DeLay et dirigé par Karl Gallant. En 2006 (Le 7 juillet), l'ARMPAC s'est finalement auto-dissous après un accord avec la Commission électorale fédérale et une amende de 115 000 $ pour diverses violations de la loi. Ses documents de résiliation officielle datent du 24 avril 2007[21].
- America's Foundation[22]
- Bush-Cheney '04 (organisation basée à Arlington, VA)[23]
- DeMint for Senate Committee[24]
- Comité d'Elizabeth Dole qui a soutenu sa campagne pour le sénat en 2002 et en 2008[25].
- Forbes 2000[26] (Comité de campagne présidentiel de Steve Forbes, qui n'a rien à voir avec le classement des bénéfices des entreprises établi par le magazine Forbes en 2000)
- National Rifle Association of America[27]. Cleta Mitchell a représenté la NRA durant des années. Elle a été l'un des conseillers juridiques de la NRA dans l'affaire de la Cour suprême concernant la loi fédérale de 2002 sur les soupçons de financement russes de la campagne électorale (elle figurait elle-même sur une liste divulguée des personnes soupçonnées par les enquêteurs du Congrès d'avoir fait un travail juridique pour le compte de la NRA qui aurait eu des inquiétudes quant à ses liens avec la Russie et quant à une possible implication dans la canalisation de fonds russes vers des actions visant à aider Donald Trump à gagner les élections de 2016[28]. Les démocrates de la Commission du renseignement de la Chambre des représentants des États-Unis voulaient l'interroger, ainsi que les satineurs démocrates de la commission homologue au Sénat, qui souhaitaient en savoir plus sur les relations entre la NRA ou ses alliés et certains oligarques russes ou hommes politiques tel que Aleksandr Torshin (également défenseur en Russie du droit pour tous à porter une arme).
- Lynde and Harry Bradley Foundation[7], une fondation (ayant plus de 800 millions de dollars d'actifs) visant à favoriser les politiques publiques soutenant l'« exceptionnalisme américain »[29],[30] ;
- Republican National Lawyers Association (membre du conseil d'administration de cette association crée en 1985)[31] ;
- Comité de soutien à la campagne de réélection au Sénat de Rick Santorum en 2006 (avec de nombreux Businessmen)[32]
- Comité de soutien à Tom DeLay, surnommé The hammer (le Marteau) par ses partisans, chef de la majorité républicaine entre 2003 à 2005 puis inculpé (le 28 septembre 2005) de conspiration criminelle pour collecte de fonds illégale et utilisation frauduleuse de donations d'entreprises russes et américaine, puis (le 3 octobre 2005) réinculpé pour conspiration en vue de blanchiment d'argent[33].
- TheVanguard.Org General Counsel, petit groupe d'action politique créé comme Vanguard PAC où l'on trouve notamment Gil Amelio (ancien CEO d'Apple en 1996-1997) et Alan Sears (CEO et fondateur de l' Alliance Defense Fund, rebaptisé depuis Alliance Defending Freedom ou ADF)[34].
- Barreau des avocats de l'Oklahoma (1976)[35]
- Barreau du District of Columbia (1992)[36]
- Barreau de la Cour suprême des États-Unis (1988)[37]
- Association des juristes républicains des États-Unis (Republican National Lawyers), dont elle est en 2020 présidente[7] ;
- Fondation de l'American Conservative Union (American Conservative Union Foundation), dont elle est en 2020 présidente[7] ;
- Chi Omega Sorority, la plus grande association de femmes étudiantes et anciennes élèves d'université, réunies par cooptation aux États-Unis (environ 355 000 membres)[38].

Jusqu'au début de janvier 2021, Cleta Mitchell est l'une des associées du bureau de Washington du cabinet Foley & Lardner (gros cabinet de plus de 1 000 avocats, aussi dénommé Foley & Lardner LLP ou plus simplement « Foley », spécialisé dans les questions de propriété intellectuelle, droit des affaires, litiges et réglementation, avec comme clients notables : le régime de Nicolas Maduro au Venezuela, l'équipementier automobile Johnson Controls, CVS Pharmacy (la plus grande chaîne de pharmacies des États-Unis, en nombre d'emplacements (plus de 9 600 en 2016) et en termes de recettes d'ordonnances,), Harley-Davidson, Major League Baseball, Acciona et Donald Trump),. Selon The Atlantic (2013), Mitchell y défend des élus démocrates parmi les plus connus tels Marco Rubio, Jim DeMint, Kelly Ayotte, Jim Inhofe et Pat Toomey.
Elle est notamment conseillère juridique du Comité sénatorial républicain national (en) (National Republican Senatorial Committee), du Comité national républicain du Congrès (en) (National Republican Congressional Committee, chargé d'assister techniquement, et financièrement l'élection des candidats républicains à la Chambre, dont en réunissant des contributions financières nécessaires aux candidats et aux organisations du Parti républicain, ainsi que de soutenir diverses activités de renforcement du Parti) et de la puissante Association nationale des fusils, dont Cleta Mitchell a aussi été un temps membre du Conseil d'administration,. En janvier 2021, sa fiche de présentation sur le site de Foley dit d'elle qu'avec « avec plus de 30 ans d'expérience dans le droit, la politique et les politiques publiques, Mme Mitchell conseille les entreprises, les organisations à but non lucratif et à but non lucratif, les candidats, les campagnes et les particuliers sur la loi sur le financement des campagnes électorales, la loi électorale et les questions de conformité liées au lobbying, éthique et divulgation financière », ajoutant qu'elle « pratique devant la Commission électorale fédérale, les comités d'éthique de la Chambre et du Sénat des États-Unis et des organismes et organismes d'application de la loi similaires aux États et locaux », qu'elle a « une large expérience de la loi fédérale sur le lobbying et l'éthique promulguée par le Congrès en 2007, ayant enseigné plus d'une douzaine de séminaires sur le sujet depuis son adoption ».
Elle a représenté divers grands élus : la sénatrice Elizabeth Dole (R-NC), le sénateur Jim Inhofe (R-OK), le sénateur David Vitter (R-LA), le sénateur Gordon Smith (R-OR), le sénateur Jim DeMint (R-SC), le sénateur Roy Blunt (R-MO), le sénateur Marco Rubio (R-FL), le sénateur Pat Toomey (R-PA), le sénateur Kelly Ayotte (R-NH) et le représentant Tom Cole (R-OK),.
Elle est ou a été membre du conseil d'administration de nombreuses organisations conservatrices, dont :
- la Fondation Bradley[43] ;
- la National Rifle Association of America (NRA) (qu'elle a aussi défendu en étant avocate), l'American Conservative Union Foundation[44],
- l'Association nationale républicaine des avocats dont elle est l'une des anciennes présidentes[8],[9].
- l'Union conservatrice américaine (ACU), où Mitchell a joué un rôle majeur dans les efforts visant à expulser GOProud (un groupe républicain de défense des droits des homosexuels) de la Conservative Political Action Conference (CPAC), une importante convention annuelle de droite organisée. par l'ACU[13].

Sous l'administration Trump, elle a représenté un large éventail de conservateurs ayant joué un rôle clé dont Scott Pruitt nommé à la tête de l’Agence de protection de l'environnement des États-Unis par Donald Trump pour l'empêcher de fonctionner (avant de devoir démissionner).
Ces dernières années, elle a aussi été lobbyste et avocate de groupes conservateurs du Tea Party qui ont accusé l'I.R.S. de les cibler à tort. Mitchell a été l'un des principaux critiques de l'IRS ; accusant l'agence de cibler les groupes de Tea Party, allant jusqu'à demander l'abolition de l'IRS,, 
Elle a témoigné devant le Congrès en 2014, affirmant que « le commissaire de l'IRS a menti au Congrès ». Les enquêtes menées par le Congrès et les agences fédérales ont conclu plus tard qu'il n'y avait aucune preuve que l'IRS ciblait les groupes conservateurs.
Mitchell a représenté Donald Trump en 2011, le défendant contre les accusations selon lesquelles il avait violé les lois électorales fédérales dans une campagne exploratoire pour le président.
En 2013, le magazine conservateur Newsmax a nommé Cleta Mitchell comme l'une des 25 femmes les plus influentes du Parti républicain (GOP).
Durant l'activité de l'administration Obama, elle a, selon le NY Times, acquis une réputation de « tueur à gages » en luttant vigoureusement contre les actions de l'IRS envers les organisations à but non lucratif associées au Tea Party,.
Sous l'administration Trump, Mitchell était le fiduciaire du « fonds de défense juridique » de l'administrateur de l'EPA Scott Pruitt. En tant que fiduciaire de ce fonds, elle a demandé des dons au fonds par des personnes qui avaient des intérêts avant l'EPA.

En 2019, elle a représenté l'organisation à but non lucratif de l'ancien stratège en chef du président Trump, Steve Bannon : Citizens of the American Republic, Steve Bannon, qui, à Manhattan, a été mis en examen par les procureurs fédéraux, dans le cadre d'une vaste enquête visant à déterminer s'il a fraudé des donateurs, rappelle le NY Times.

Lors de l'enquête sur l'affaire de la Russie, Cleta Mitchell a publiquement attaqué dans les médias l'avocat spécial, Robert S. Mueller III, demandant pourquoi son équipe n'examinait pas plutôt Hillary Clinton.

## Positions et attitude durant la pandémie de COVID-19
Elle a renforcé sa réputation de « tueur à gages » dans ses avis, actions et comportements contre les mesures de confinement et contre les mesures barrières élémentaires comme le port du masque. Elle a été l'une des critiques les plus virulentes des mesures de restrictions étatiques et locales mises en place contre la pandémie en soutenant les groupes religieux qui s'y sont opposés en 2020 alors que l'épidémie explosait dans le pays.
Fin septembre 2020, elle a fait partie des convives de l'un des événements qui a conduit à l'épidémie de COVID-19 de la Maison-Blanche : Donald Trump fêtait dans la roseraie de la Maison-Blanche la nomination d'Amy Coney Barrett à la Cour suprême ; C. Mitchell n'y portait pas de masque et n'a pas maintenu la distanciation physique recommandée. Cette fête a été présentée par Fauci comme ce qu'il ne faudrait pas faire, et elle est effectivement devenue un foyer important de diffusion du COVID-19. De nombreux participants, dont plusieurs vus avec C Mitchell, ont été testés positifs pour le COVID-19 peu après.

Quelques jours plus tard, bien qu'ayant été exposée au COVID-19, Mitchell a assisté à un autre événement public (conférence FreedomWorks du week-end à Washington) où elle a été une oratrice-clé. À nouveau, elle n'a pas porté de masque ni respecté la distanciation recommandée, en violation des directives des Centers for Disease Control and Prevention des États-Unis, qui stipulent que les personnes exposées au COVID-19 devrait s'auto-isoler pendant 14 jours pour éviter d'infecter les autres. Cleta Mitchell a déclaré au Huffington Post qu'elle pensait qu'elle portait un masque lors de la conférence, sauf durant son discours et en mangeant, mais une vidéo de la réception, la montre sans masque, près d'autres participants (également sans masque). Elle a suggéré que si le président peut avoir la COVID-19, alors tout le monde le peut.

## Le scandale des pressions électorales et menaces de Donald Trump sur l'État de Géorgie
Le Daily Beast note que jusqu'alors Mitchell avait « mené son travail juridique pour Trump et son équipe presque entièrement à l'abri des regards publics, choisissant plutôt d'apparaître sporadiquement dans des médias favorables à Trump » (FoxNews par exemple, où sur le plateau de l'émission America's Newsroom, elle a laissé une journaliste (Sandra Smith) sans voix en affirmant « Souvenez-vous, ce n'est pas parce que CNN ou même Fox News dit que quelqu'un est président que cela en fait un président » ; elle se présentait alors comme une « bénévole » de la campagne Trump. Mais elle se serait impliquée dans la campagne depuis « environ deux mois ».
Sa forte implication a été révélée par la publication de l'enregistrement de la réunion téléphonique du 2 janvier 2021. Les parties en présence était Donald Trump, son chef de cabinet et des juristes, et d'autre part les représentants de l'État de Géorgie.

Le chef de cabinet de Donald Trump (Mark Meadows qui était aux côtés de son président a expliqué au début de l'appel, que Cleta Mitchell était incluse dans La Réunion téléphonique, car bien qu'elle « ne soit pas l'avocat officiel », elle « a été impliquée » dans les manœuvres juridiques de la campagne pour tenter de renverser la victoire électorale de Joe Biden dans l'État de Géorgie. D'après le Milwaukee Journal Sentinel, c'était la première mention officielle du rôle que cette avocate a joué dans les efforts continus de Trump pour inverser les résultats des élections nationales de novembre. Ensuite, dans le cours de la conversation « Mme Mitchell est intervenue à plusieurs reprises pour aider M. Trump, montrant un niveau d'implication intime dans ses efforts alors qu'ils faisaient des déclarations sans fondement sur l'élection et pressaient les responsables géorgiens de transmettre des données électorales ». Selon le NY Times, Cleta Mitchell conseillait alors le président Trump depuis plusieurs semaines.
Dès le lendemain de la publication de l'enregistrement audio de cette réunion du 2 janvier, le Cabinet Foley & Lardner s'est distancé de son avocate. un communiqué du directeur de la communication de Foley a fait savoir que sa société était « préoccupée » par la participation de Cleta Mitchell à la conférence téléphonique du 2 janvier et qu'il « s'efforçait de mieux comprendre son implication » ; le cabinet y rappelle qu'il ne représente « aucun parti cherchant à contester les résultats de l'élection présidentielle » et que ses avocats devaient s'abstenir de représenter ou de conseiller qui que ce soit lors de l'élection ; ajoutant que le rôle de Cleta Mitchell au sein de l'équipe juridique de M. Trump était en cours d'examen. En outre, Mme Mitchell n'a pas répondu au courriel de son employeur lui demandant des explications.

## Publication
En 1999, elle publie « The Rise of America’s Two National Pastimes : Baseball and the Law », édité par la University of Michigan Law Review.

## Récompenses
Dans sa jeunesse, elle a reçu plusieurs prix pour ses réalisations en tant que jeune politicienne.
- En 1979, elle est nommée l'une des dix jeunes femmes exceptionnelles en Amérique par le magazine Redbook[14] ;
- En 1981, elle est sélectionnée comme fellow du Harvard's Institute of Politics[14] ;
- au début des années 2010, elle est nommée par des pairs comme AV PreeminentTM (meilleure performance au système d'évaluation par les pairs de Martindale-Hubbell. Ceci lui a valu d'être également sélectionnée par des pairs en 2010, 2011 puis 2012 pour faire partie de la liste éditée des meilleurs avocats d'Amérique (pour son travail en droit administratif et réglementaire[7] ;
- Elle a été nommée Top Lawyer à Washington D.C. par le Washingtonian pour son travail en droit politique et de campagne électorale, pour lequel est elle aussi « cotée » dans Chambers USA: America's Leading Business Lawyers (éditions 2010 et 2011)[7].